# Baghagha (Niamone)
Pour les articles homonymes, voir Baghagha.
Ne doit pas être confondu avec Baghagha (Adéane).
Baghagha est un village du Sénégal situé en Basse-Casamance, au sud de Niamone. Il fait partie de la communauté rurale de Niamone, dans l'arrondissement de Tenghory, le département de Bignona et la région de Ziguinchor.
Lors du dernier recensement (2002), la localité comptait 770 habitants et 107 ménages.